# 霍斯廷內

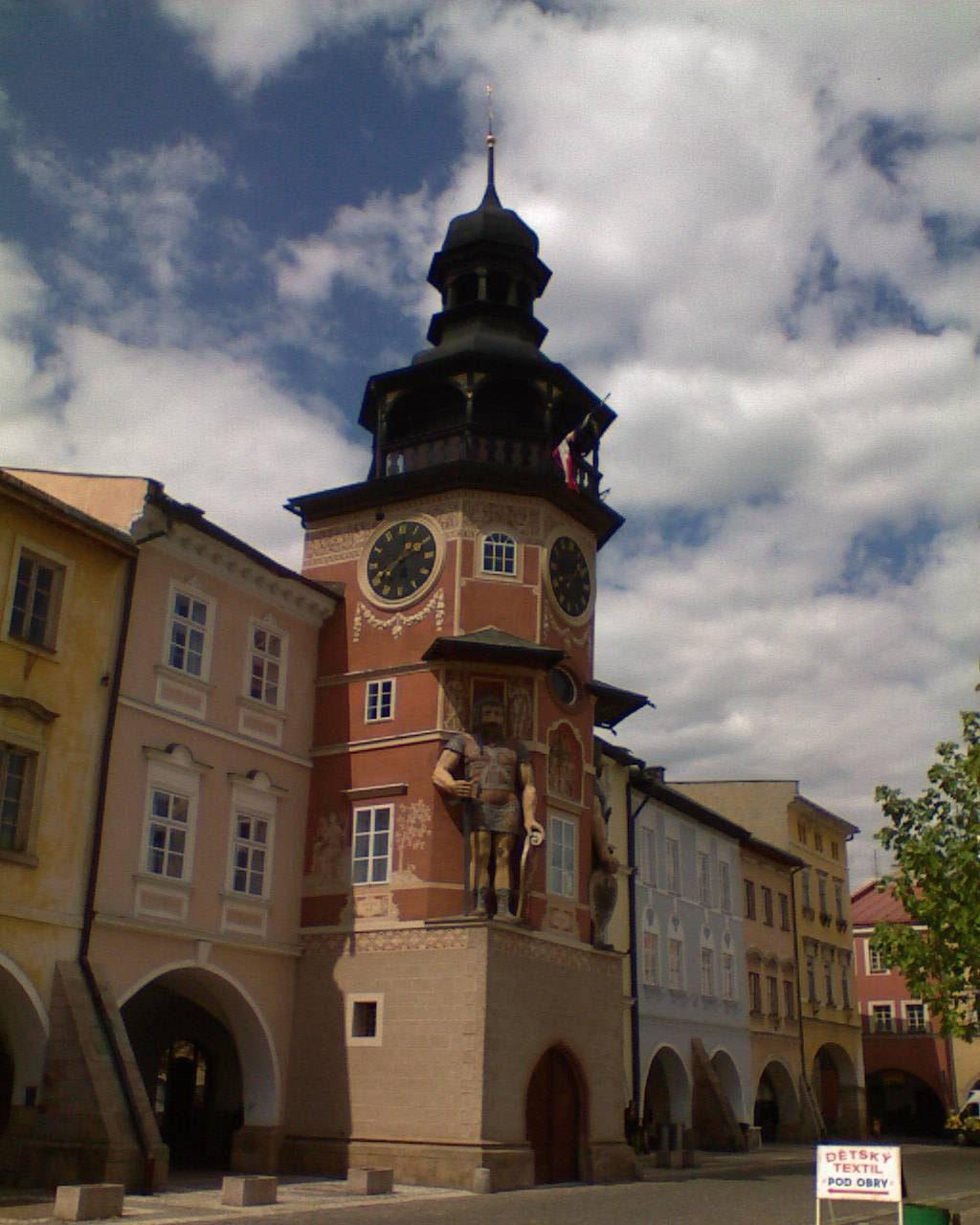

霍斯廷內（捷克语：Hostinné；德语：Arnau）是捷克的城鎮，位於該國北部易北河畔，距離特魯特諾夫15公里，由赫拉德茨-克拉洛韋州負責管轄，面積8.06平方公里，海拔高度351米，2005年人口4,773。

## 外部連結
- Municipal website （页面存档备份，存于）
- virtual show （页面存档备份，存于）